# Batomys granti
Batomys granti is een knaagdier uit het geslacht Batomys dat voorkomt in de bergen van Luzon. Morfologisch lijkt de soort sterk op Batomys salomonseni uit Mindanao en omliggende eilanden. Over dit dier is slechts weinig bekend; de populatie op Mount Isarog, in het zuiden van Luzon, is van slechts vijftien dieren bekend en die op Mount Data, in de Cordillera Central van Noord-Luzon, van slechts vijf. Daarnaast is het dier in de barangay Balbalasang in de gemeente Balbalan (provincie Kalinga, Cordillera Central) gevonden, maar ook daar is het zeldzaam.
B. granti is een middelgrote muisachtige met een dichte, wolachtige, bruine vacht. De staart is dik en bedekt met lange bruine haren. Op het gezicht zit een donker, maskerachtig patroon. De schedel is wat verlengd. Om de ogen zit een bijna onbehaarde ring.
Deze soort is voornamelijk 's nachts actief. Hij eet plantaardig voedsel, zoals zaden, bladeren en fruit.